# انریکو کریدینو
انریکو کریدینو (انگلیسی: Enrico Credendino; ۲۱ ژانویهٔ ۱۹۶۳ – ) نظامی اهل ایتالیا است، که هم‌اکنون به‌عنوان فرمانده نیروی دریایی ایتالیا فعالیت می‌کند. وی برندهٔ جوایزی همچون نشان شایستگی جمهوری ایتالیا شده‌است.